# Wanasaba Kidul
Wanasaba Kidul is een bestuurslaag in het regentschap Cirebon van de provincie West-Java, Indonesië. Wanasaba Kidul telt 6678 inwoners (volkstelling 2010).